# Rosenthaleffekten
Rosenthaleffekten, eller pygmalioneffekten, är tesen att elevers resultat blir bättre om lärarnas förväntningar på dessa är höga.
År 1968 visade Robert Rosenthal med ett berömt försök hur vi påverkas av våra förväntningar. Han lät då underrätta lärarna på en skola i Kalifornien i USA, att vissa av deras elever skulle komma att göra stora framsteg under läsåret. Lärarna hade då blivit tilldelade ett test som de gav till eleverna som sedan rättades av universitetet. Forskarna plockade då slumpmässigt fram vissa elever och hävdade att dessa skulle komma att göra stora framsteg. Senare under läsåret lät forskarna testa eleverna ett antal gånger varpå det visade sig att de elever som lärarna hade blivit underrättade om att skulle bli duktigare också blev det. Lärarna upplevde dessutom dessa elever som gladare, mer välanpassade samt intressantare än de övriga eleverna. Andra elever som också visade på utveckling upplevdes inte som lika duktiga av lärarna. 
I efterhand har man tolkat resultatet som en effekt av de positiva förväntningar som lärarna hade på vissa av eleverna. Lärarna har visat via ord, leenden och blickar att de uppfattar eleverna som kompetenta och på så sätt påverkat dessa till att prestera mer. Det har utförts fler försök som även de har visat på styrkan hos omgivningens förväntningar. I dessa sammanhang talar man om självuppfyllande profetior.